# 瓦勒德布里埃
瓦勒德布里埃（法語：Val de Briey，直译：「布里埃谷」，法語發音：[val də bʁijɛ]）），法国东北部城市，大东部大区默尔特-摩泽尔省的一个市镇，同时也是该省的一个副省会，下辖布里埃区，其市镇面积为38.91平方公里，2022年1月1日时人口数量为7,906人，在法国城市中排名第1,314位。
瓦勒德布里埃位于默尔特-摩泽尔省北部，洛林高原西侧，瓦戈河畔，与摩泽尔省接壤，是一个区域性的中心城市。

## 地名
“Briey”一名可能出自凯尔特语单词“briga”，意为“山岭上的堡垒”。“瓦勒德布里埃”（Val de Briey）一名在法语中意为“布里埃之谷”。
此外，因翻译标准不同，“Briey”在部分中文资料中被译为勃利耶。

## 历史
瓦勒德布里埃成立于2017年1月1日，由布里埃、芒斯和芒雪勒三个市镇合并而成，其中政府驻地位于布里埃，这也是默尔特-摩泽尔省自21世纪以来成立的首个新市镇。
在合并前，布里埃是默尔特-摩泽尔省的一个副省会，也是该区域的核心市镇，该地在古典时期就已形成聚落。中世纪初，布里埃被法兰克人攻克，此后当地先后遭遇维京、汪达尔及匈人的入侵。中世纪中期，当地领主创建了布里埃家族，其成员在此地修建了家族宅邸城堡。中世纪末，布里埃地区先后成为巴尔伯爵和菲凯尔蒙家族的领地。16世纪后，布里埃成为洛林公国的一部分。1635年，在黎塞留的要求下，布里埃城堡被拆毁。法国大革命后，布里埃成为摩泽尔省的一个市镇，自1800年起成为该省的一个副省会。工业革命期间，布里埃出现了铁窑。1871年根据《法兰克福条约》，原摩泽尔省和默尔特省的部分区域被普鲁士占领，布里埃所处的区域则被划入新成立的默尔特-摩泽尔省，这一行政区划在《凡尔赛条约》签订后得以保留。第一次世界大战期间，布里埃的钢铁厂被普鲁士军队控制。战争末期，曾受到重创，当地多处建筑物被毁。黄金三十年期间，布里埃曾兴建了柯布西耶式大型居民公寓。20世纪70年代，受到洛林钢铁危机的影响，布里埃的钢铁工业有所萎缩。
芒斯和芒雪勒历史上均为普通农业村落，法国大革命后成为两个独立的市镇，其中芒雪勒在1812至1910年间并入阿努。
在地方历史文化研究方面，当地的地方史爱好者创建了“布里埃历史协会”联盟（Cercle d'histoire de Briey）。

## 地理

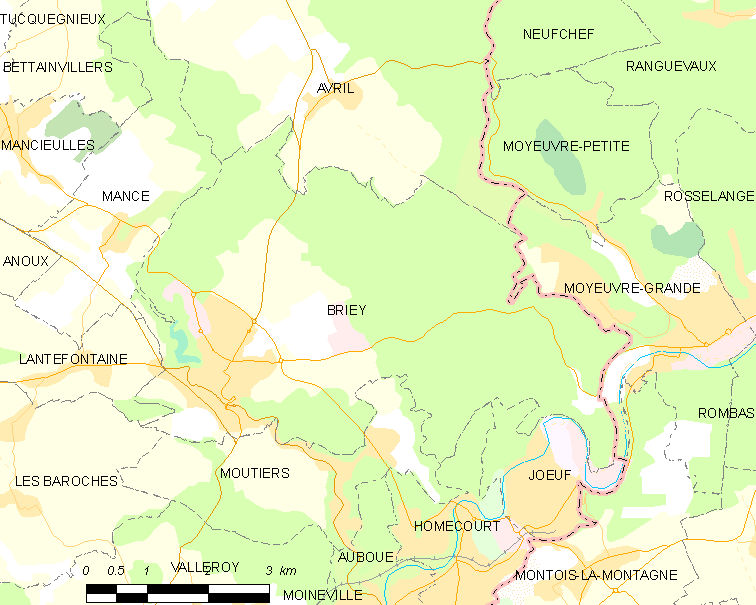
布里埃市镇范围地图

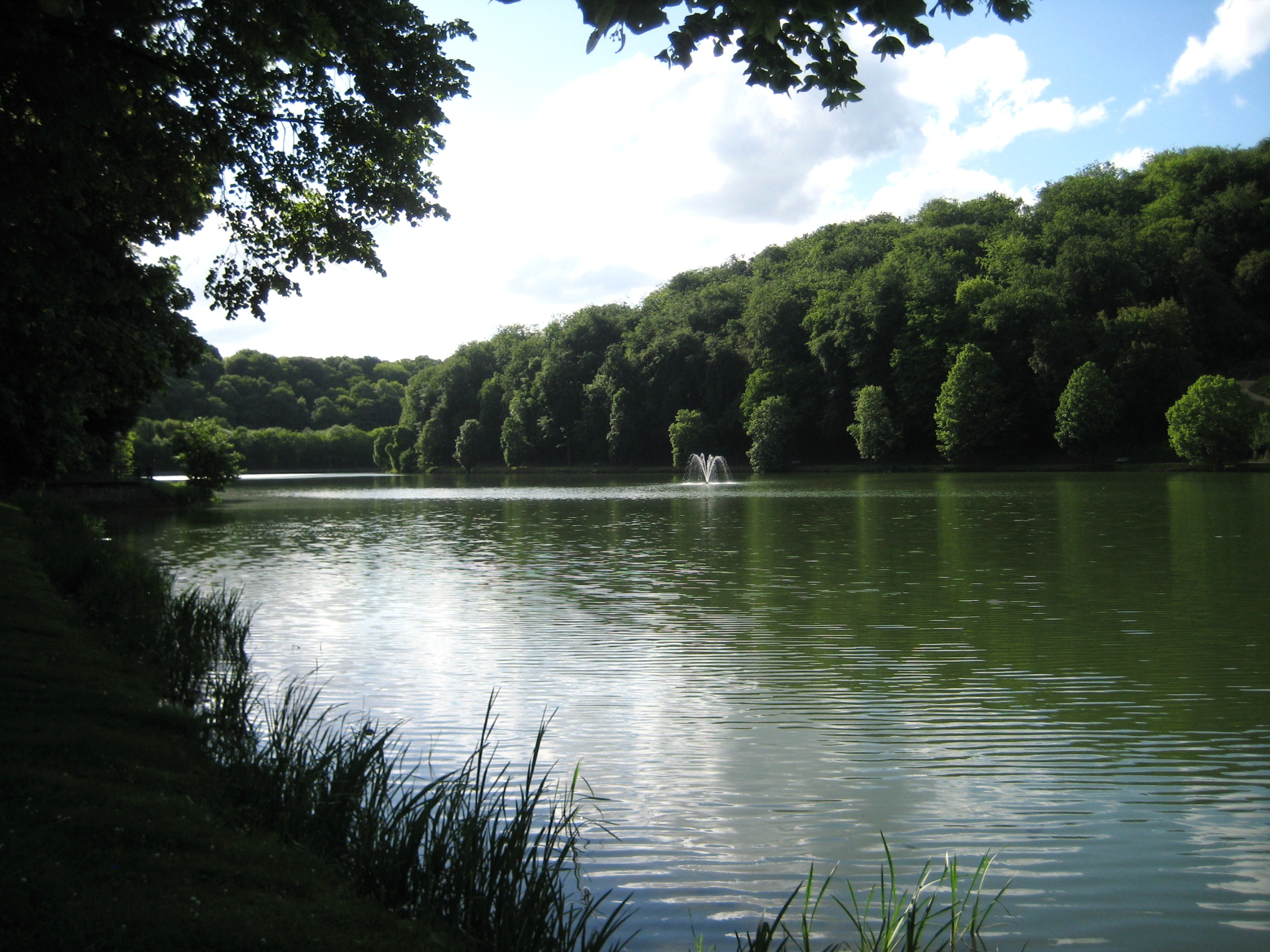
桑叙水库

瓦勒德布里埃位于法国东北部，大东部大区北部和默尔特-摩泽尔省北部，距离省会南锡大约84公里。与瓦勒德布里埃接壤的市镇包括：贝坦维莱尔、阿夫里勒、蒂克尼约、阿努、朗泰方丹、大穆瓦约夫尔、穆捷、奥梅库尔和热夫。

### 地形
瓦勒德布里埃位于洛林高原西部，境内以丘陵和平原为主，市镇中心位于一处河谷地带，河谷内外两侧高差明显，各区域内部则地势较为平坦，全境海拔在174到323米之间。

### 水文
瓦勒德布里埃位于莱茵河流域范围内，瓦戈河自西北向东南流经镇中心，该河上修建有人工水坝，并由此形成了“桑叙水库”（Plan d'eau de La Sangsue）。

### 植被
瓦勒德布里埃属于温带阔叶混交林区，林地广泛分布于河流及丘陵地带，其市镇范围内有莱谢夫尔树林（Bois des Chèvres）、纳帕唐树林（Bois de Napatant）等天然森林。
在鲜花城市的评比中，瓦勒德布里埃被评为3星级鲜花城市。

### 气候
瓦勒德布里埃在柯本气候分类法中属于带有大陆性特征的温带海洋性气候（Cfb）。
距离瓦勒德布里埃最近的常年气象站位于马朗库尔境内，以下为该气象站的数据（其中日照数据取自梅斯气象站）：
| 马朗库尔 1981年－2019年 | 马朗库尔 1981年－2019年 | 马朗库尔 1981年－2019年 | 马朗库尔 1981年－2019年 | 马朗库尔 1981年－2019年 | 马朗库尔 1981年－2019年 | 马朗库尔 1981年－2019年 | 马朗库尔 1981年－2019年 | 马朗库尔 1981年－2019年 | 马朗库尔 1981年－2019年 | 马朗库尔 1981年－2019年 | 马朗库尔 1981年－2019年 | 马朗库尔 1981年－2019年 | 马朗库尔 1981年－2019年 |
| 月份                    | 1月                     | 2月                     | 3月                     | 4月                     | 5月                     | 6月                     | 7月                     | 8月                     | 9月                     | 10月                    | 11月                    | 12月                    | 全年                    |
| ----------------------- | ----------------------- | ----------------------- | ----------------------- | ----------------------- | ----------------------- | ----------------------- | ----------------------- | ----------------------- | ----------------------- | ----------------------- | ----------------------- | ----------------------- | ----------------------- |
| 历史最高温 °C（°F）     | 15.2 (59.4)             | 19.2 (66.6)             | 23.9 (75.0)             | 27.9 (82.2)             | 32.4 (90.3)             | 35.3 (95.5)             | 36.5 (97.7)             | 38.2 (100.8)            | 32.1 (89.8)             | 26.2 (79.2)             | 19.9 (67.8)             | 15.6 (60.1)             | 38.2 (100.8)            |
| 平均高温 °C（°F）       | 3.5 (38.3)              | 5.2 (41.4)              | 9.8 (49.6)              | 14.1 (57.4)             | 18.6 (65.5)             | 21.7 (71.1)             | 24 (75)                 | 23.6 (74.5)             | 19.1 (66.4)             | 13.8 (56.8)             | 7.7 (45.9)              | 4.1 (39.4)              | 13.8 (56.8)             |
| 日均气温 °C（°F）       | 1.1 (34.0)              | 2 (36)                  | 5.7 (42.3)              | 9 (48)                  | 13.2 (55.8)             | 16.1 (61.0)             | 18.4 (65.1)             | 18.1 (64.6)             | 14.4 (57.9)             | 10.1 (50.2)             | 5 (41)                  | 2 (36)                  | 9.6 (49.3)              |
| 平均低温 °C（°F）       | −1.3 (29.7)             | −1.2 (29.8)             | 1.6 (34.9)              | 3.9 (39.0)              | 7.9 (46.2)              | 10.5 (50.9)             | 12.7 (54.9)             | 12.5 (54.5)             | 9.7 (49.5)              | 6.4 (43.5)              | 2.3 (36.1)              | −0.2 (31.6)             | 5.4 (41.7)              |
| 历史最低温 °C（°F）     | −17.9 (−0.2)            | −15.6 (3.9)             | −14.6 (5.7)             | −6.1 (21.0)             | −1.4 (29.5)             | −0.1 (31.8)             | 2.9 (37.2)              | 2.9 (37.2)              | 1.3 (34.3)              | −3.4 (25.9)             | −10.8 (12.6)            | −15.5 (4.1)             | −17.9 (−0.2)            |
| 平均降水量 mm（）       | 83.5 (3.29)             | 69.8 (2.75)             | 75.5 (2.97)             | 59.5 (2.34)             | 70.6 (2.78)             | 70.7 (2.78)             | 75.7 (2.98)             | 70.6 (2.78)             | 78 (3.1)                | 85.2 (3.35)             | 82.4 (3.24)             | 97.5 (3.84)             | 919 (36.2)              |
| 月均日照時數            | 46.1                    | 73.3                    | 119.8                   | 169.8                   | 173.3                   | 211.7                   | 200.1                   | 186.9                   | 149                     | 104.6                   | 46.5                    | 39.4                    | 1,520.5                 |
| 来源：infoclimat.fr     |                         |                         |                         |                         |                         |                         |                         |                         |                         |                         |                         |                         |                         |

## 行政区划
瓦勒德布里埃的市镇编号为54099，邮政编号为54150和54790。
在行政管理方面，瓦勒德布里埃隶属于法国大东部大区默尔特-摩泽尔省，同时也是该省的一个副省会，下辖布里埃区；在地方选举方面，瓦勒德布里埃隶属于布里埃地区县，其市镇范围全境被划入默尔特-摩泽尔省第三选区；在社会管理方面，瓦勒德布里埃是奥恩洛林汇流市镇公共社区的组成部分。
截至2023年7月，瓦勒德布里埃市镇范围内暂无任何城市敏感街区及城市政策优先街区。
法国国家统计与经济研究所（简称）在进行数据统计时，将瓦勒德布里埃及相邻的穆捷设为瓦勒德布里埃城市核心区（Unité urbaine de Val de Briey）及布里埃城市区（Aire urbaine de Briey）。自2020年起，布里埃城市区被包含14个市镇的瓦勒德布里埃城市辐射区代替。此外，还将布里埃、芒斯和芒雪勒三个旧市镇各看作一个“块区”（IRIS），以便于统计人口分布情况。

## 交通

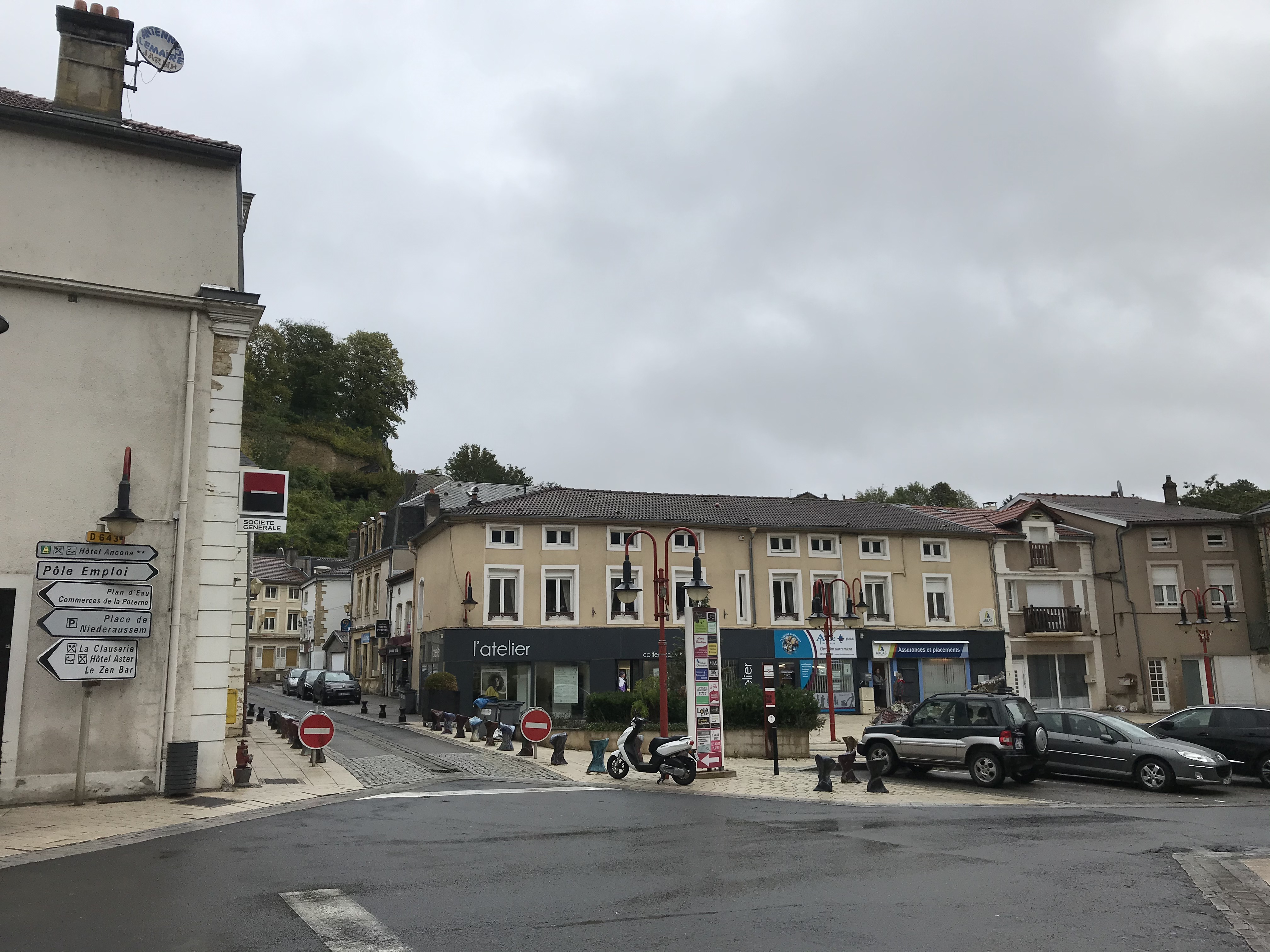
镇中心的梯也尔广场

### 公路
默尔特-摩泽尔省省道D137线、D138线、D146线、D146C线、D146D线、D613线、D643线和D906线在瓦勒德布里埃境内交汇。大东部大区下属的城际客运提供巴士线路，可前往梅斯。
| 31 | 7 |

| 32 | 9 |

| 南锡 | 80 |

| 欧布埃 | 6 |

| 蒂永维尔 | 26 |

| 阿扬日 | 17 |

| 热夫 | 8 |

| 埃坦 | 25 |

2019年，73.2%的瓦勒德布里埃家庭拥有至少一辆私人汽车。2020年，瓦勒德布里埃境内共发生各类交通事故2起，造成4人受伤，其中3人重伤。

### 铁路
瓦勒德布里埃位于瓦勒鲁瓦-穆瓦讷维尔－维勒吕铁路上，该铁路已于1987年废弃；布里埃站位于瓦勒德布里埃市区西南部，现已不存。
距离瓦勒德布里埃最近的运营中的客运铁路车站为8公里外的欧布埃站，该站停靠往返于梅斯和凡尔登一线的区域列车。

### 航空
瓦勒德布里埃距离卢森堡国际机场和洛林机场的公路里程分别约58公里和64公里。

### 城市公共交通
瓦勒德布里埃城市公共交通（商业名称为）是当地的城市公共交通系统，其服务范围包含奥恩洛林汇流市镇公共社区内的所有市镇。截至2023年7月，该系统共包括三条城市公交线路和六条郊区线路，路网覆盖了瓦勒德布里埃市区内的主要街道和居民区。

## 政治

### 市政内阁

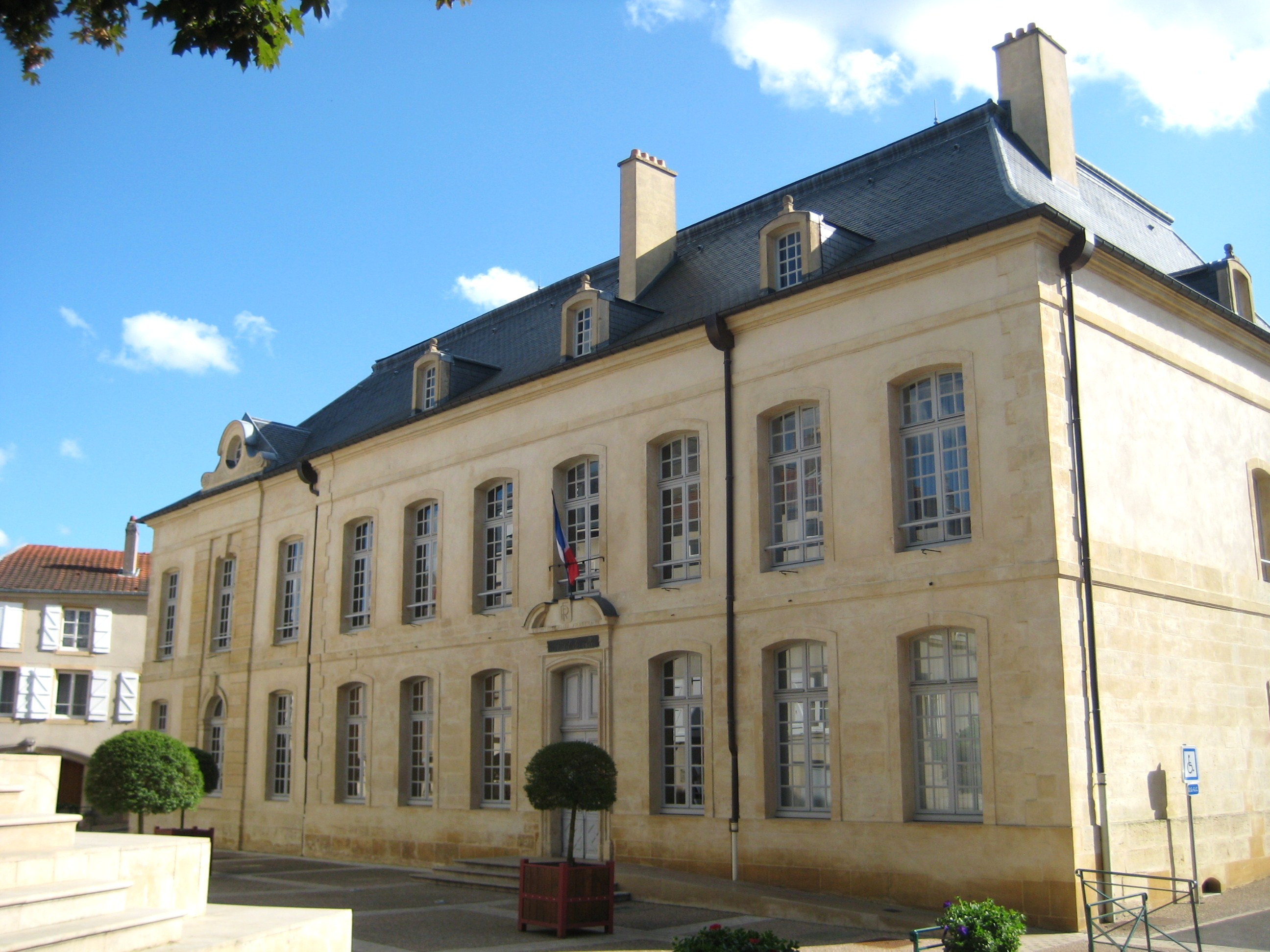
瓦勒德布里埃市政厅

瓦勒德布里埃的现任市长为弗朗索瓦·迪奇先生（François DIETSCH），他是一名中间派，在2020年的市政选举中获得了53.29%的支持率。
| 瓦勒德布里埃历届市长 | 瓦勒德布里埃历届市长           | 瓦勒德布里埃历届市长 |
| 任期                 | 市长                           | 党派                 |
| -------------------- | ------------------------------ | -------------------- |
| 2017年－             | François DIETSCH 弗朗索瓦·迪奇 | DVC混杂中间派        |

在瓦勒德布里埃成立之时，布里埃、芒斯和芒雪勒的市长分别为居伊·瓦捷先生、让-弗朗索瓦·伯诺先生（Jean-François BENAUD）和安德烈·福蒂纳先生（André FORTUNAT）。
| 布里埃历届市长 | 布里埃历届市长            | 布里埃历届市长                                |
| 任期           | 市长                      | 党派                                          |
| -------------- | ------------------------- | --------------------------------------------- |
| 1944年－1947年 | Alexis GIRY 亚历克西·吉里 | 不详                                          |
| 1947年－1959年 | Pierre GIRY 皮埃尔·吉里   | 不详                                          |
| 1959年－1984年 | Hubert MARTIN 于贝尔·马丁 | RI独立激进党 →UDF法国民主联盟 →PR法国共和人党 |
| 1984年－2016年 | Guy VATTIER 居伊·瓦捷     | UDF法国民主联盟 →UDI民主人士和独立人士联盟    |

### 各级选举
| 瓦勒德布里埃历届投票选举结果 | 瓦勒德布里埃历届投票选举结果 | 瓦勒德布里埃历届投票选举结果 | 瓦勒德布里埃历届投票选举结果 | 瓦勒德布里埃历届投票选举结果  | 瓦勒德布里埃历届投票选举结果 | 瓦勒德布里埃历届投票选举结果 | 瓦勒德布里埃历届投票选举结果  | 瓦勒德布里埃历届投票选举结果 | 瓦勒德布里埃历届投票选举结果 |
| 选举项目                     | 选举范围                     | 选区单位                     | 选区单位内的选举结果         | 选区单位内的选举结果          | 选区单位内的选举结果         | 选区单位内的选举结果         | 选区单位内的选举结果          | 选区单位内的选举结果         | 参考资料                     |
| 选举项目                     | 选举范围                     | 选区单位                     | 第一轮胜出者                 | 第一轮胜出者                  | 支持率                       | 第二轮胜出者                 | 第二轮胜出者                  | 支持率                       | 参考资料                     |
| ---------------------------- | ---------------------------- | ---------------------------- | ---------------------------- | ----------------------------- | ---------------------------- | ---------------------------- | ----------------------------- | ---------------------------- | ---------------------------- |
| 2017年法國總統選舉           | 法國                         | 市镇                         |                              | 让-吕克·梅朗雄                | 26.73%                       |                              | 埃马纽埃尔·马克龙             | 56.34%                       | [ 28 ]                       |
| 2017年法国立法选举           | 默尔特-摩泽尔省第三选区      | 市镇                         |                              | 格扎维埃·帕卢什凯维奇         | 31.36%                       |                              | 格扎维埃·帕卢什凯维奇         | 51.3%                        | [ 28 ]                       |
| 2019年欧洲议会选举           | 法國                         | 市镇                         |                              | 若尔丹·巴尔代拉               | 29.62%                       | （不适用）                   | （不适用）                    | （不适用）                   | [ 30 ]                       |
| 2021年法国省级选举           | 默尔特-摩泽尔省              | 县                           |                              | 安德烈·科尔扎尼 罗斯玛丽·吕波 | 63.71%                       |                              | 安德烈·科尔扎尼 罗斯玛丽·吕波 | 65.16%                       | [ 31 ]                       |
| 2021年法国省级选举           | 默尔特-摩泽尔省              | 市镇                         |                              | 安德烈·科尔扎尼 罗斯玛丽·吕波 | 63.02%                       |                              | 安德烈·科尔扎尼 罗斯玛丽·吕波 | 62.25%                       | [ 31 ]                       |
| 2021年法国大区选举           | 大東部大區                   | 市镇                         |                              | 洛朗·雅各贝利                 | 24.43%                       |                              | 让·罗特纳                     | 31.87%                       | [ 32 ]                       |
| 2022年法国总统选举           | 法國                         | 市镇                         |                              | 玛丽娜·勒庞                   | 30.4%                        |                              | 玛丽娜·勒庞                   | 52.87%                       | [ 28 ]                       |
| 2022年法国立法选举           | 默尔特-摩泽尔省第三选区      | 市镇                         |                              | 马蒂娜·艾蒂安                 | 25.65%                       |                              | 马蒂娜·艾蒂安                 | 52.45%                       | [ 28 ]                       |

## 人口
2020年，瓦勒德布里埃市镇人口数量为8,041，在法国排名第1,314位。其中男性3,869人，女性4,200人，75岁及以上人口占8.4%，外籍人口数量为270人，人口密度为296人/平方公里，当地居民被称为（男性）或（女性）。2020年，瓦勒德布里埃境内出生85人，死亡人口139人。
| 瓦勒德布里埃2017年－2020年人口变化情况 |
|                                        |
| 数据来源：INSEE                        |

## 经济

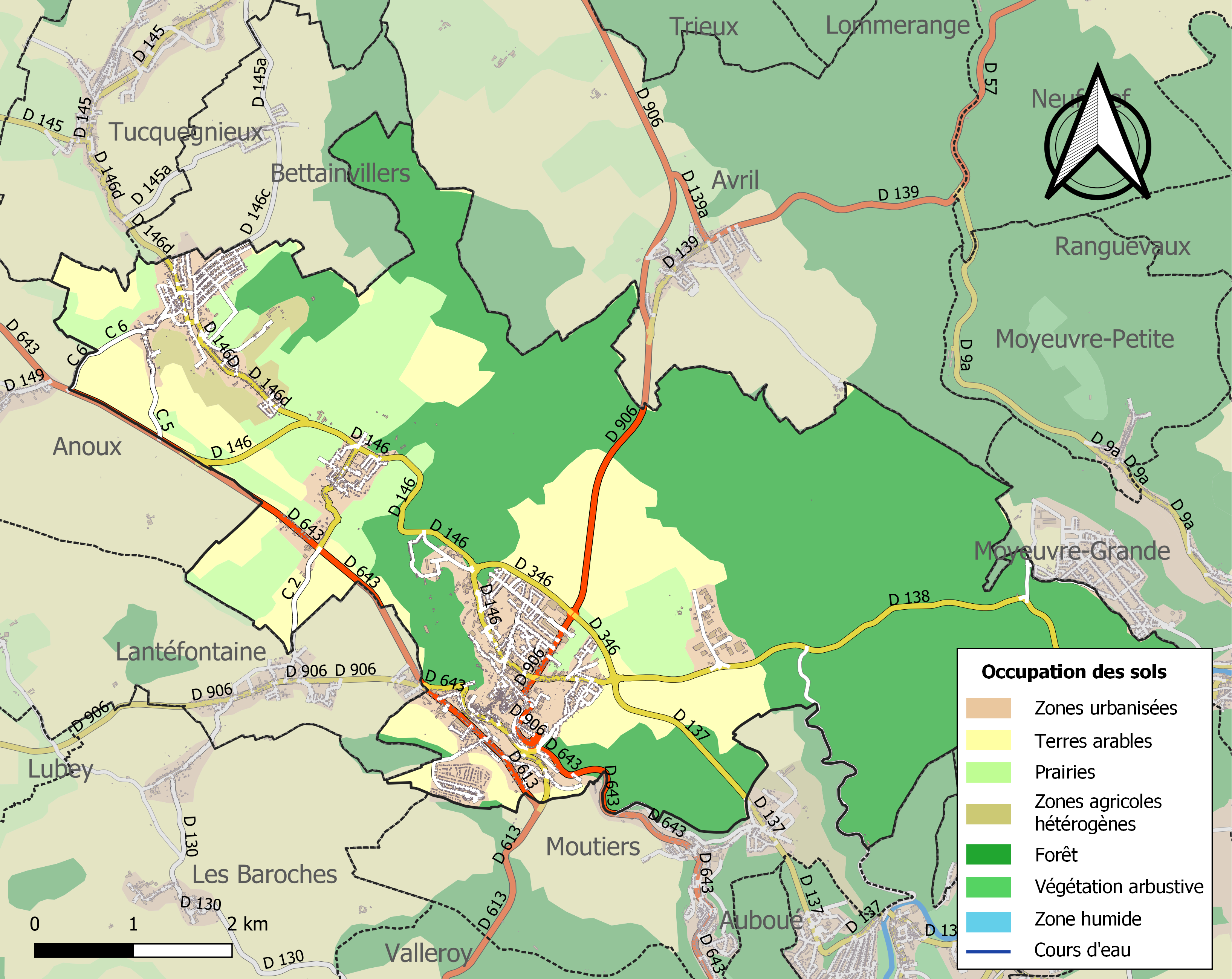
瓦勒德布里埃土地利用情况地图

瓦勒德布里埃是一个区域性的中心城市。截至2023年7月，原布里埃市镇范围内共有各类用人单位（包含自雇）237家，平均历史为23年，2023年5月至7月间，当地的经济活力指数为0。（塑料包装）、（大型零售）及（汽车配件）是当地2021年营业额最高的三个企业，分别为71,360,535欧元、34,051,289欧元和18,398,356欧元。

## 财政与居民收入
2021年，瓦勒德布里埃的财政收入总额为9,931,720欧元，财政支出总额为9,425,720欧元，当年的债务总额为13,288,800欧元。2021年，瓦勒德布里埃市镇通过增值税获得49,570欧元的收入，此外当地还共获得了33,590欧元的国家直接财政补助。
2019年，瓦勒德布里埃的人均月收入总额为2,168欧元，其中高级职员为3,865欧元，低于法国平均水平（4,230欧元）；中级职员为2,402欧元，低于法国平均水平（2,411欧元）；普通职员为1,675欧元，亦低于法国平均水平（1,740欧元）。
2019年，瓦勒德布里埃境内的贫困率为12%，青壮年（15至64岁）失业率为12.0%；当地38.4%的家庭拥有纳税资格，平均纳税3,358欧元，低于法国平均水平（4,393欧元）。

## 社会事务

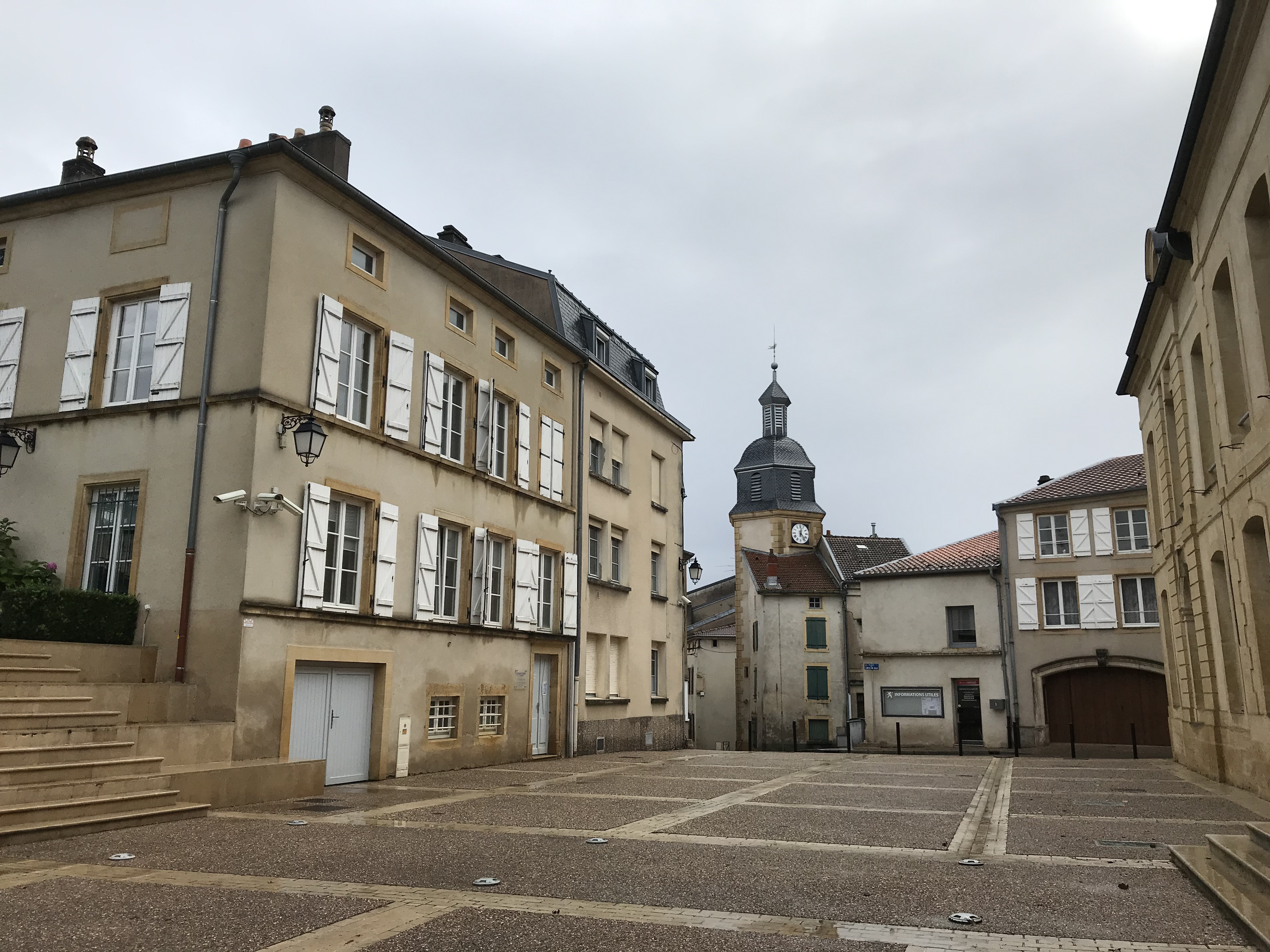
市府广场

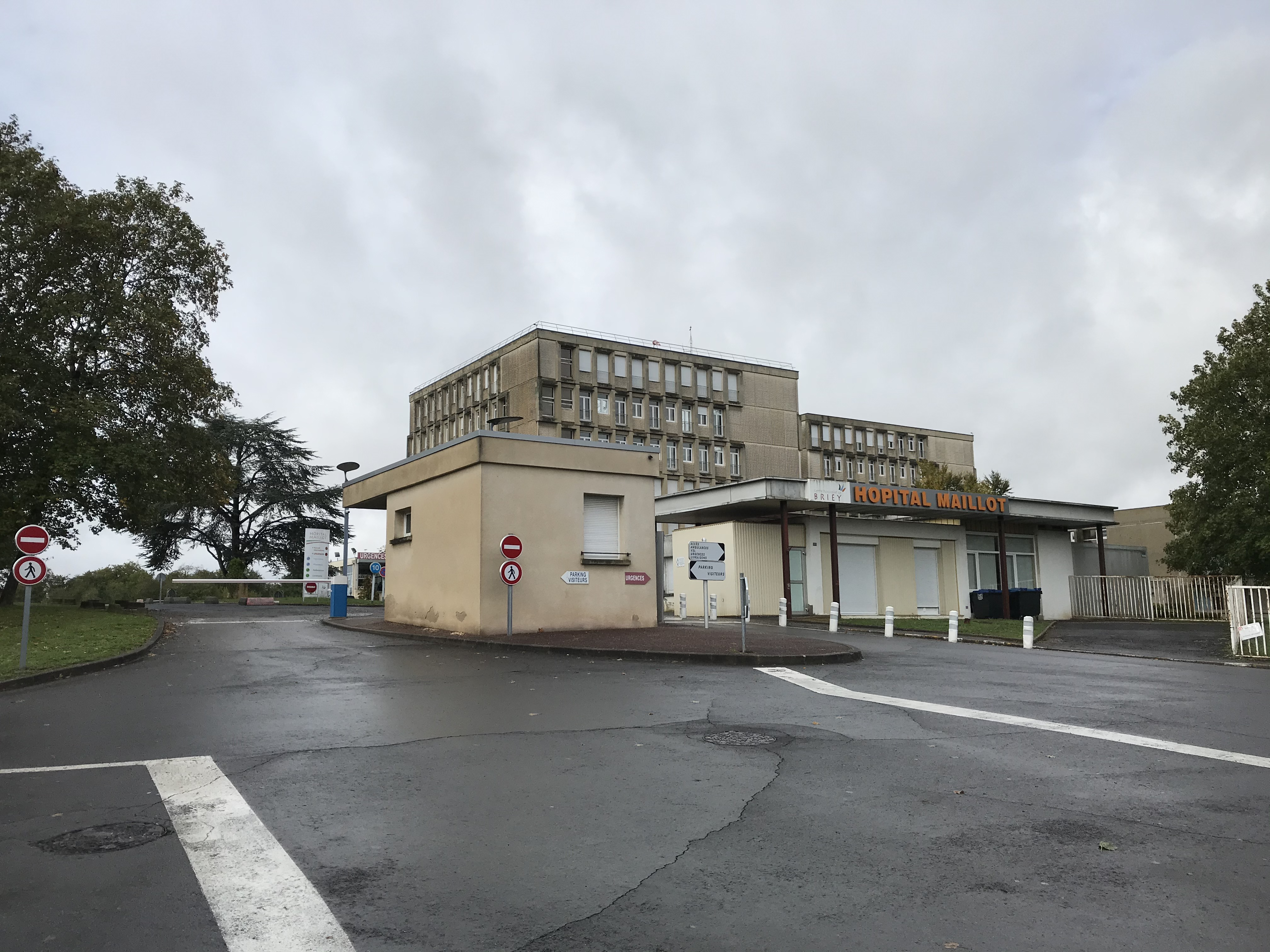
马约医院

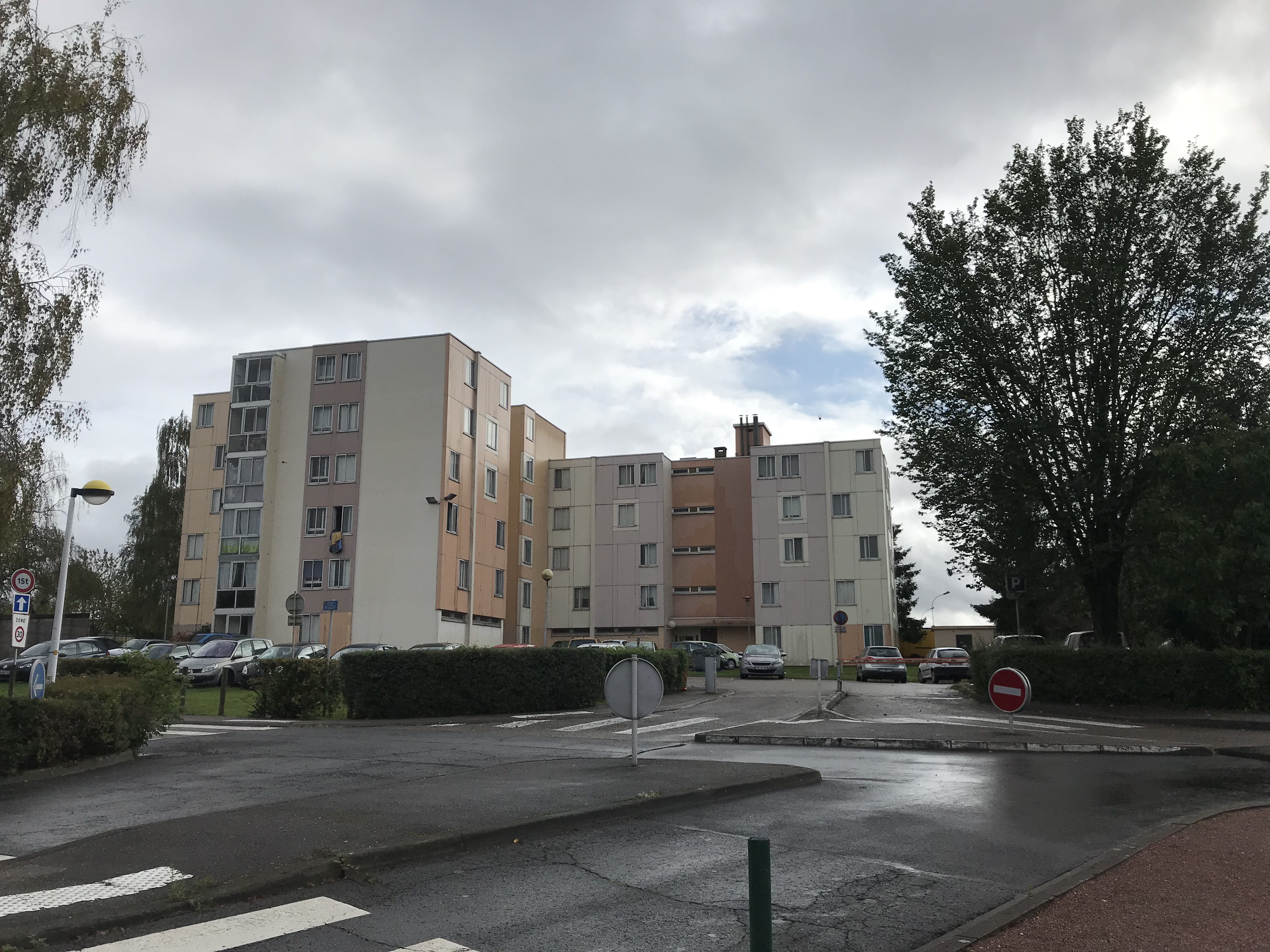
一处公寓楼

### 教育
瓦勒德布里埃属于南锡-梅斯学区。截至2021年1月1日，瓦勒德布里埃境内共有2所幼儿园、4所小学、3所初级中学和2所普通高中。2021至2022学年度，瓦勒德布里埃境内共有在校中等教育阶段学生2,389名。
在高等教育方面，瓦勒德布里埃境内有一所卫生学校。

### 医疗
截至2021年1月1日，瓦勒德布里埃境内共有全科医生10名、保健师10名、牙医4名、护士14名、耳科医生1名、皮肤科医生2名和助产士1名。境内共有药房4家、养老院1家、残疾人帮扶中心5家。
布里埃中心医院（Centre hospitalier de Briey）是法国的一个区域性医疗机构，其主病区马约医院（Hôpital Maillot）位于瓦勒德布里埃市区北部，该院设有床位250个，是当地规模最大的公立综合性医院。

### 住房
2019年，瓦勒德布里埃境内共有各类住房4,373套，其中57.2%为独立式居民区，42.0%为集中式居民区。常住房屋占瓦勒德布里埃市镇范围内居民建筑总量的82.6%。
在住房保障政策方面，2021年，瓦勒德布里埃境内共有800户家庭获得了住房经济补助，受益人数占总人口数量的9.9%，其中764份为房租补助。

### 商业
2021年，瓦勒德布里埃境内共有各类实体商铺167家，其中餐厅23家、大型超市5家、面包房5家、书店2家、银行门店6家、美容美发店19家、汽车维修店15家。市区东北部建有开放式商业街区，有Super U、Aldi、Gifi等购物商场。

### 体育
2021年，瓦勒德布里埃境内共有1家游泳池、4间体育馆、10处网球场、1处马术场、5处足球或橄榄球场以及4处篮球或排球场。
截至2023年7月，布里埃人体育联盟（Union Sportive Briotine，编号503662）是瓦勒德布里埃境内唯一的一家注册足球俱乐部，其主队2023至2024赛季参加大东部大区足球联赛丙组（法国第八级别），其主场为奥古斯特·克莱芒球场（Stade Auguste Clément）。

### 环境
瓦勒德布里埃的环境事务由其所属的奥恩洛林汇流市镇公共社区联合各级政府协调负责。2021年，瓦勒德布里埃境内共有1家污染企业。

### 治安
2021年，瓦勒德布里埃市镇范围内共有1处派出所。
布里埃警区（zone police de Briey）的管辖范围共包括6个市镇。2020年，该警区累计记录各类案件945起，其中盗窃类案件376起，经济类案件111起，毒品交易类案件103起。

## 文化
2021年，瓦勒德布里埃境内暂无任何文化设施。瓦勒德布里埃市政府提供多媒体中心，每周二至六向公众开放。

### 建筑
瓦勒德布里埃境内有多处历史建筑，其中圣让古教堂、布里埃钟楼等为法国国家文物保护单位。

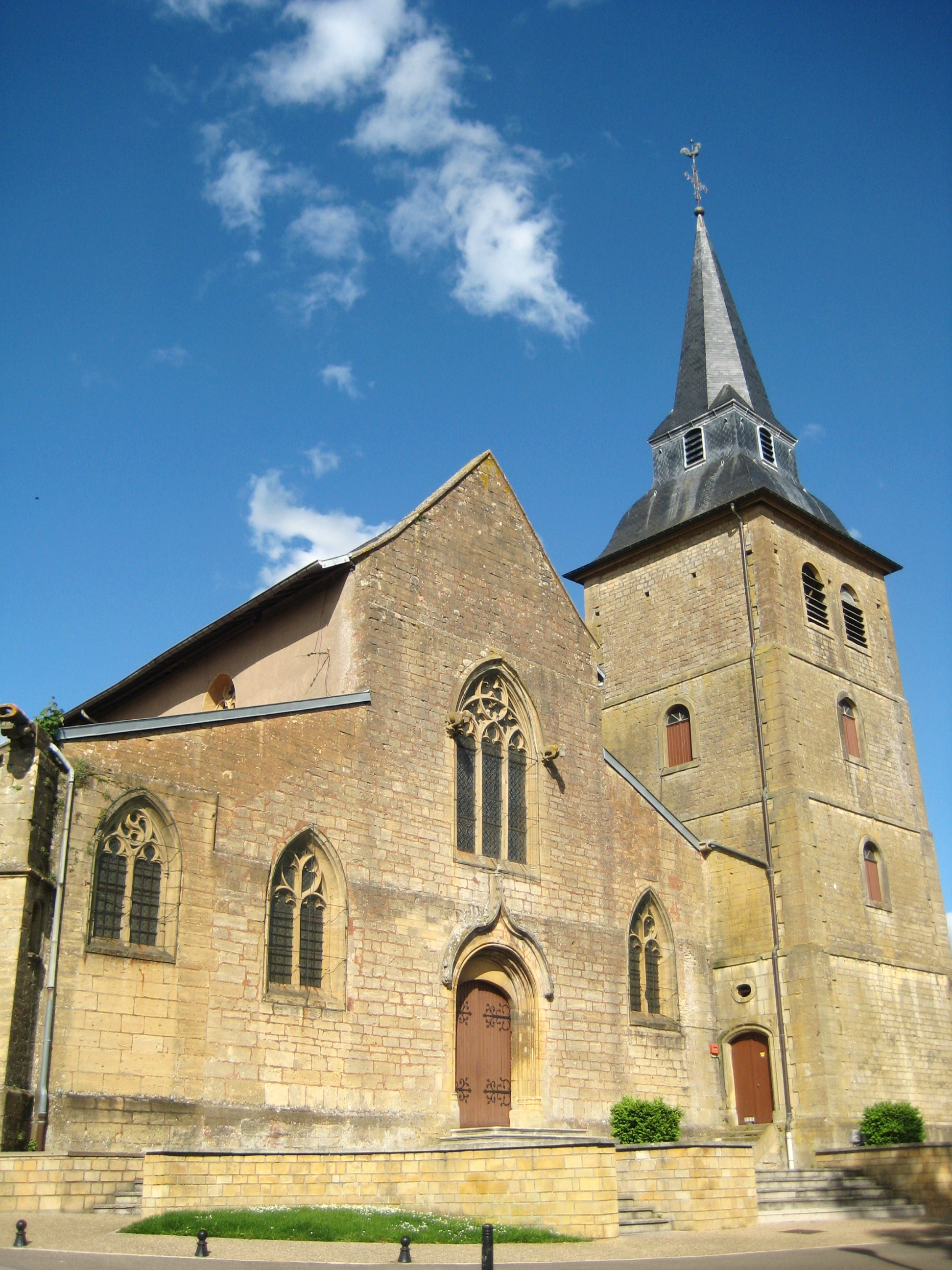
圣让古教堂（法语：Église Saint-Gengoult de Briey）
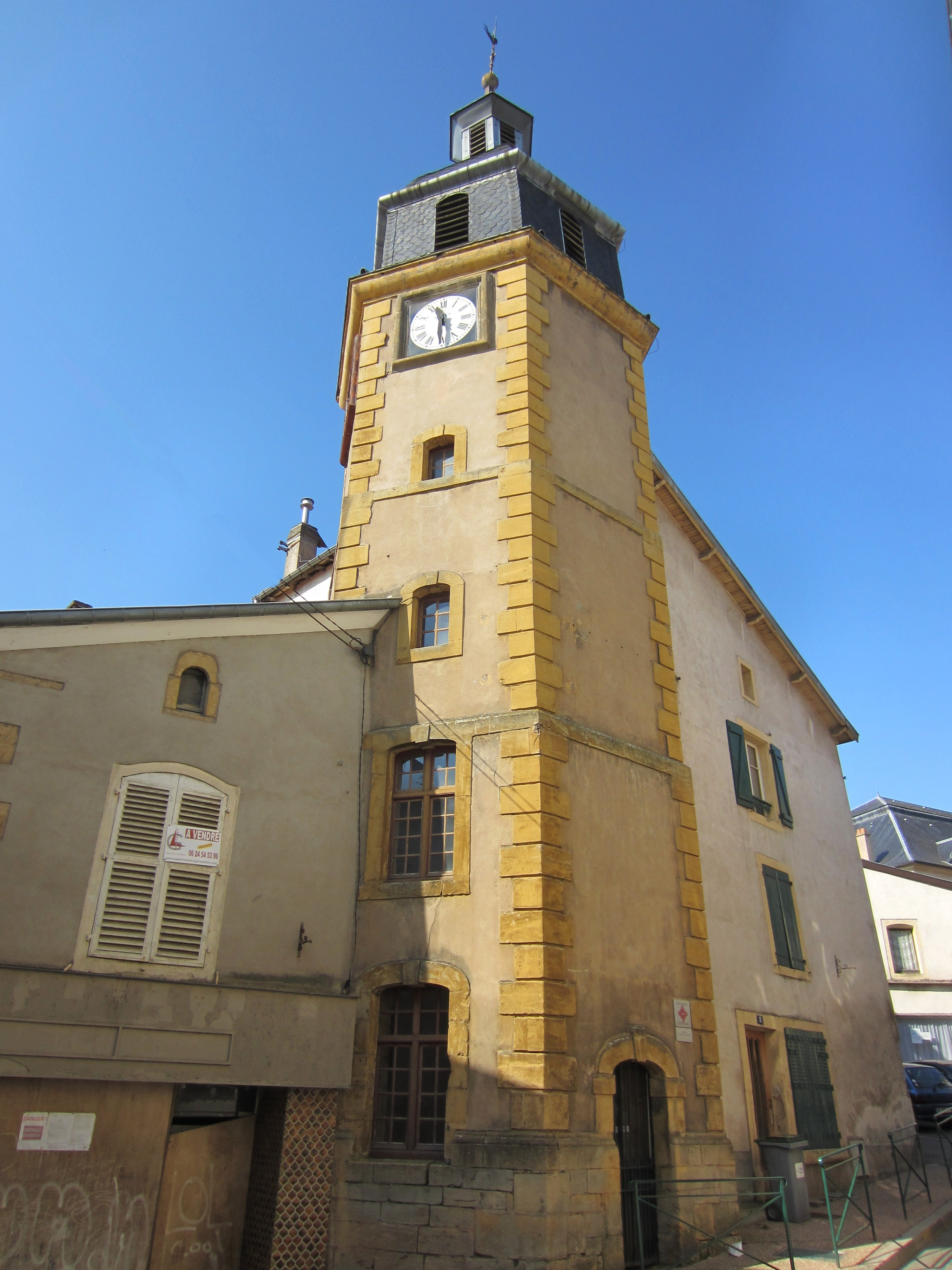
钟楼
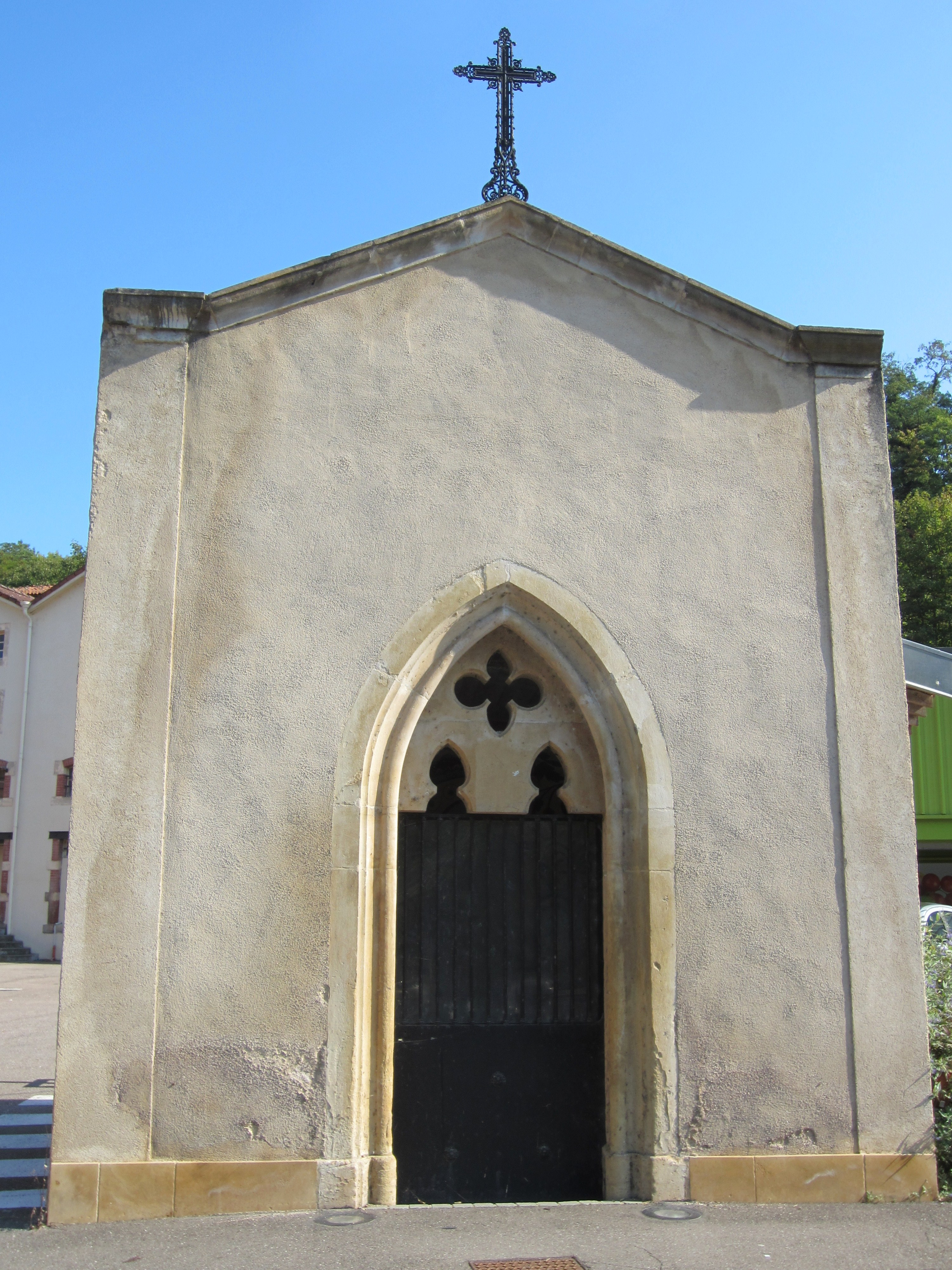
圣安托万小教堂
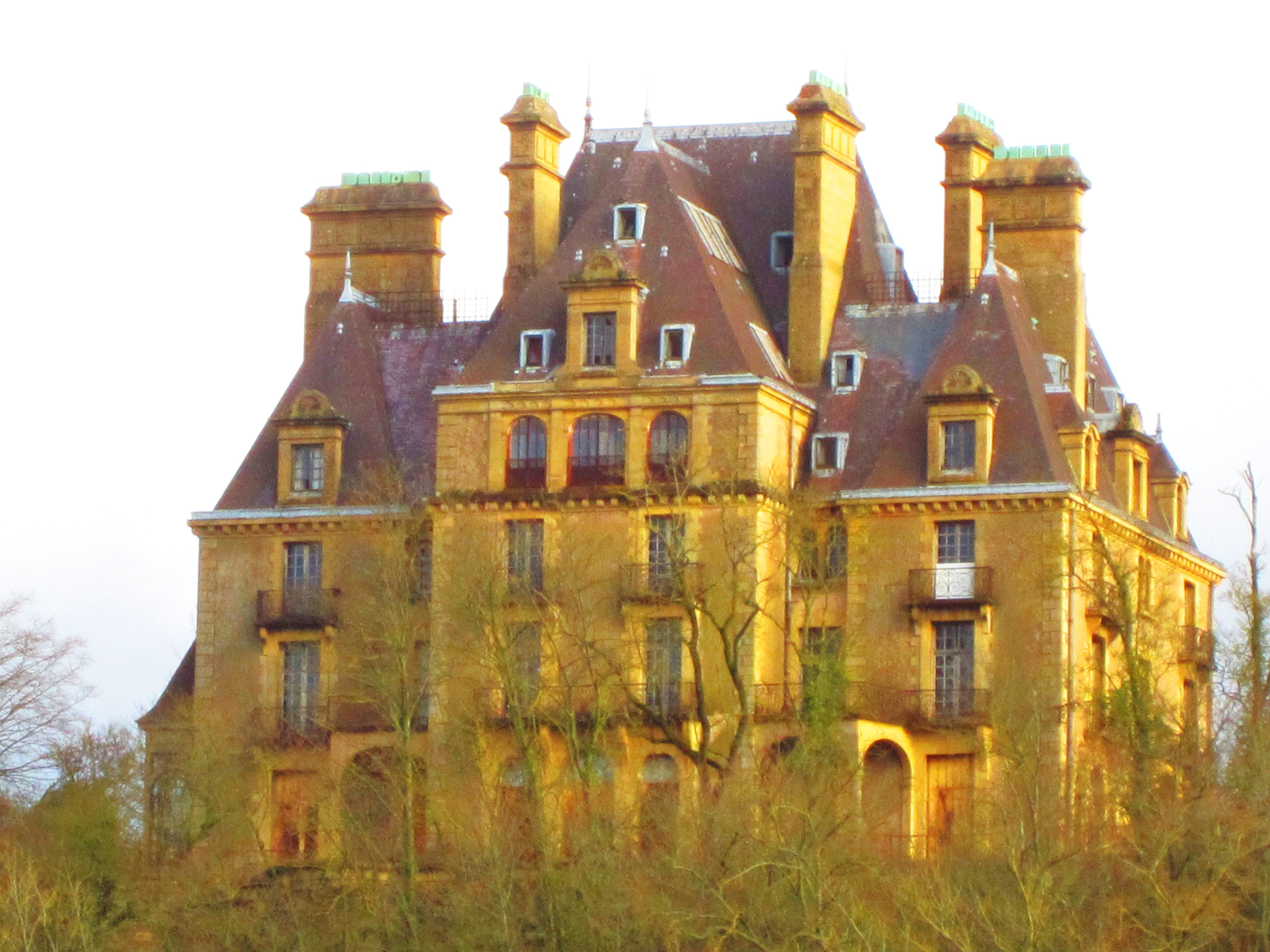
文德尔城堡
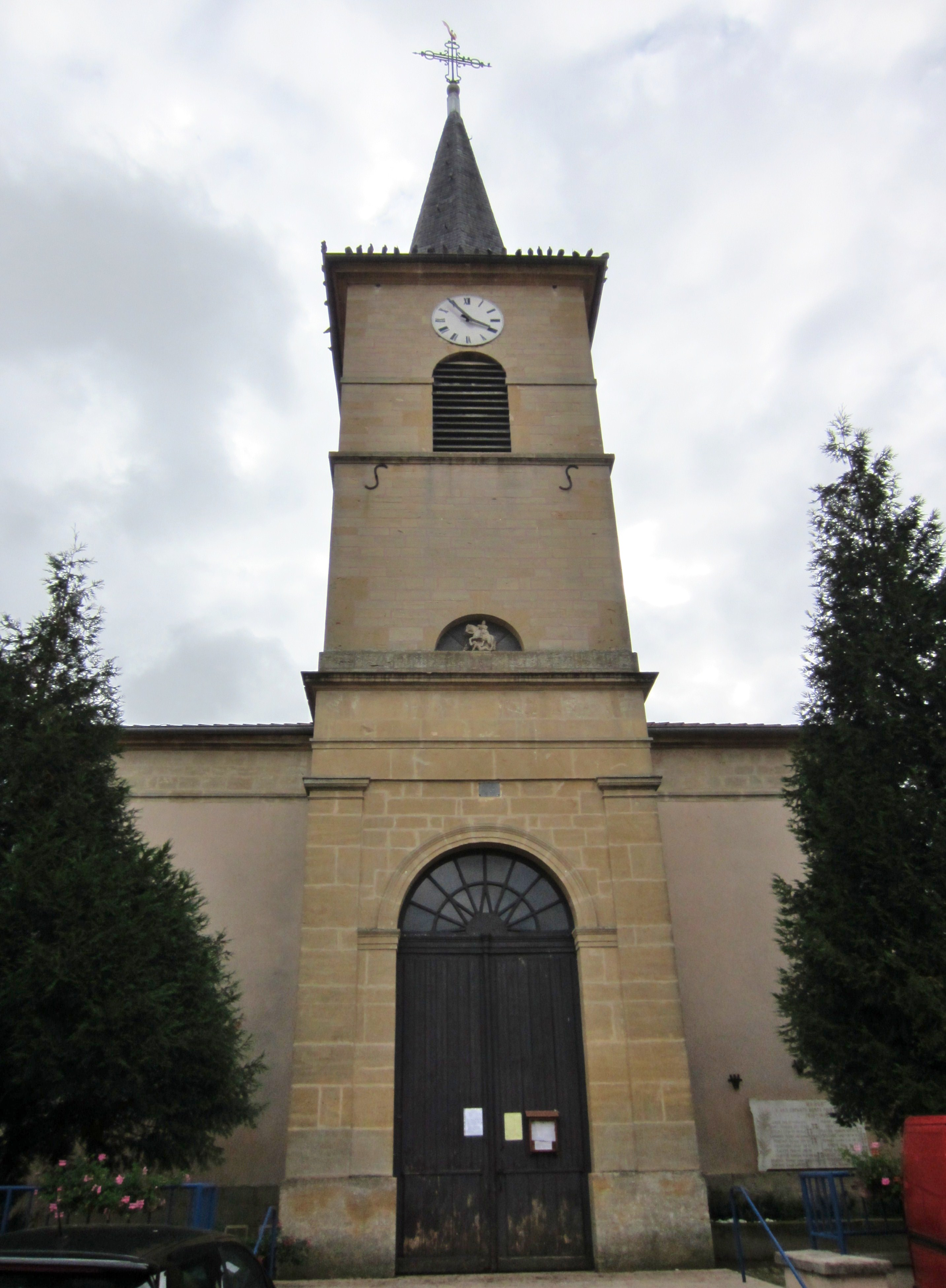
芒斯教堂
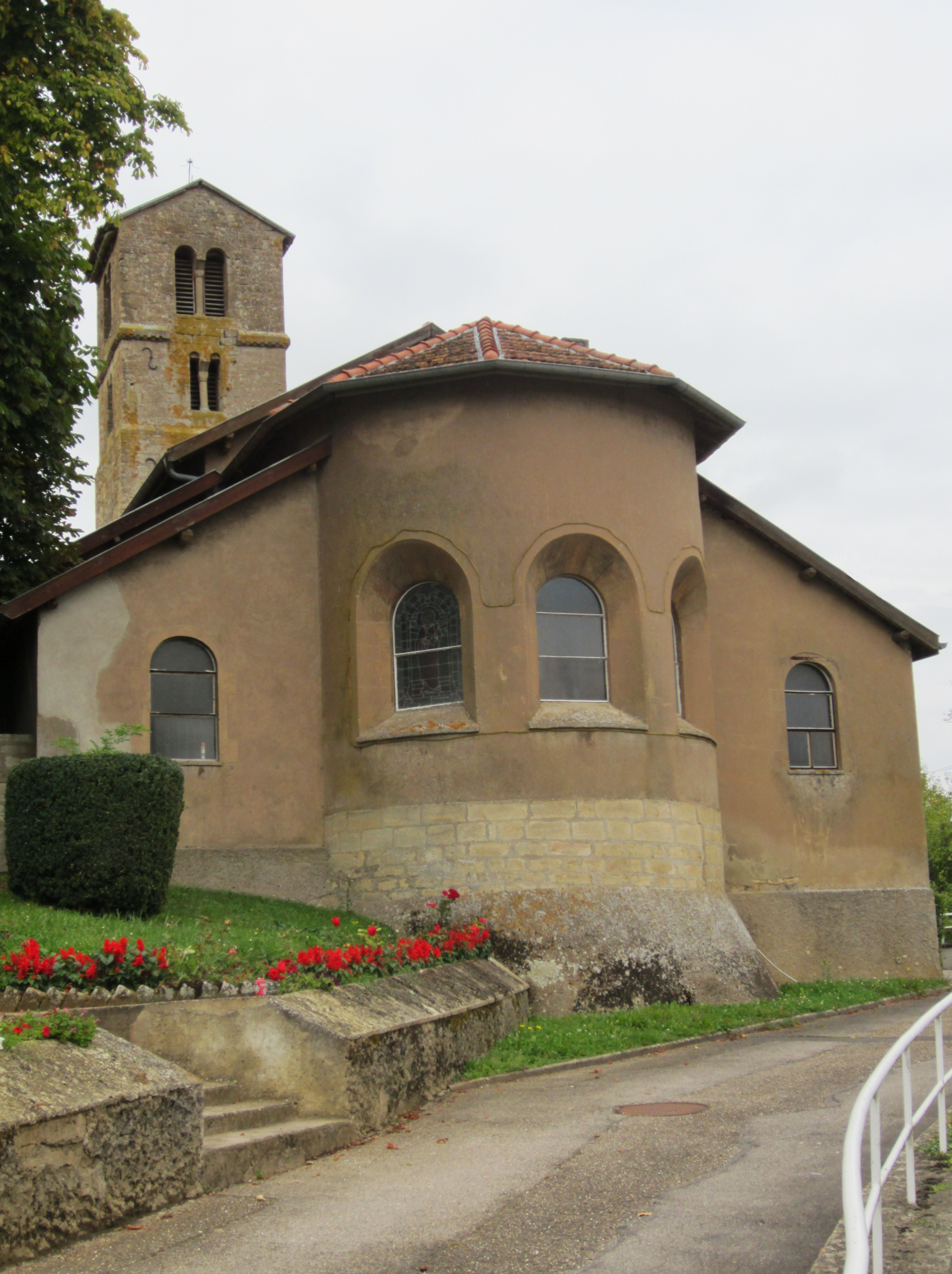
芒雪勒教堂
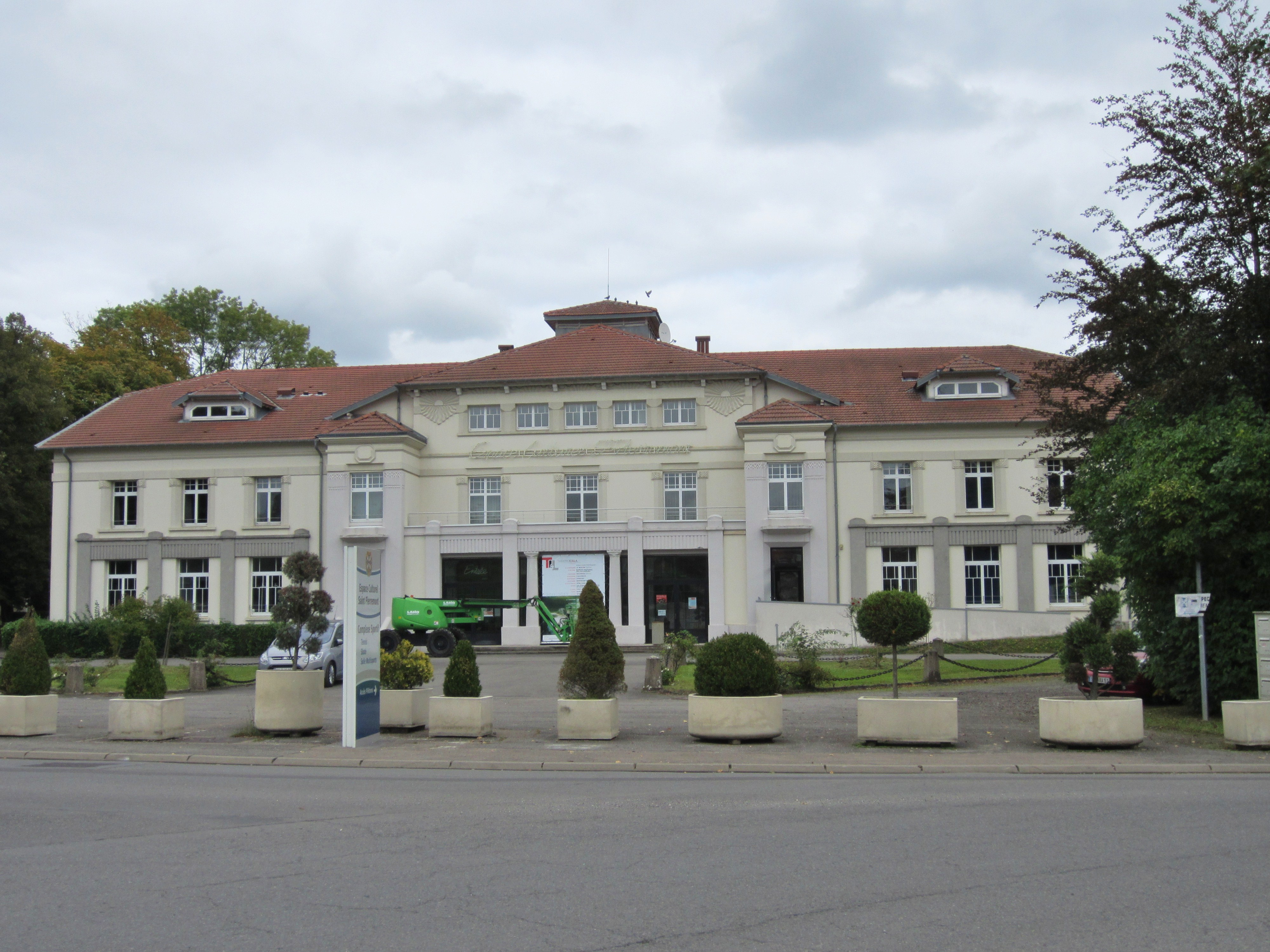
芒雪勒文化宫

### 旅游
瓦勒德布里埃的旅游事务由其所属的奥恩洛林汇流市镇公共社区负责。2022年，瓦勒德布里埃境内共有2家酒店共计44间房间。

### 媒体

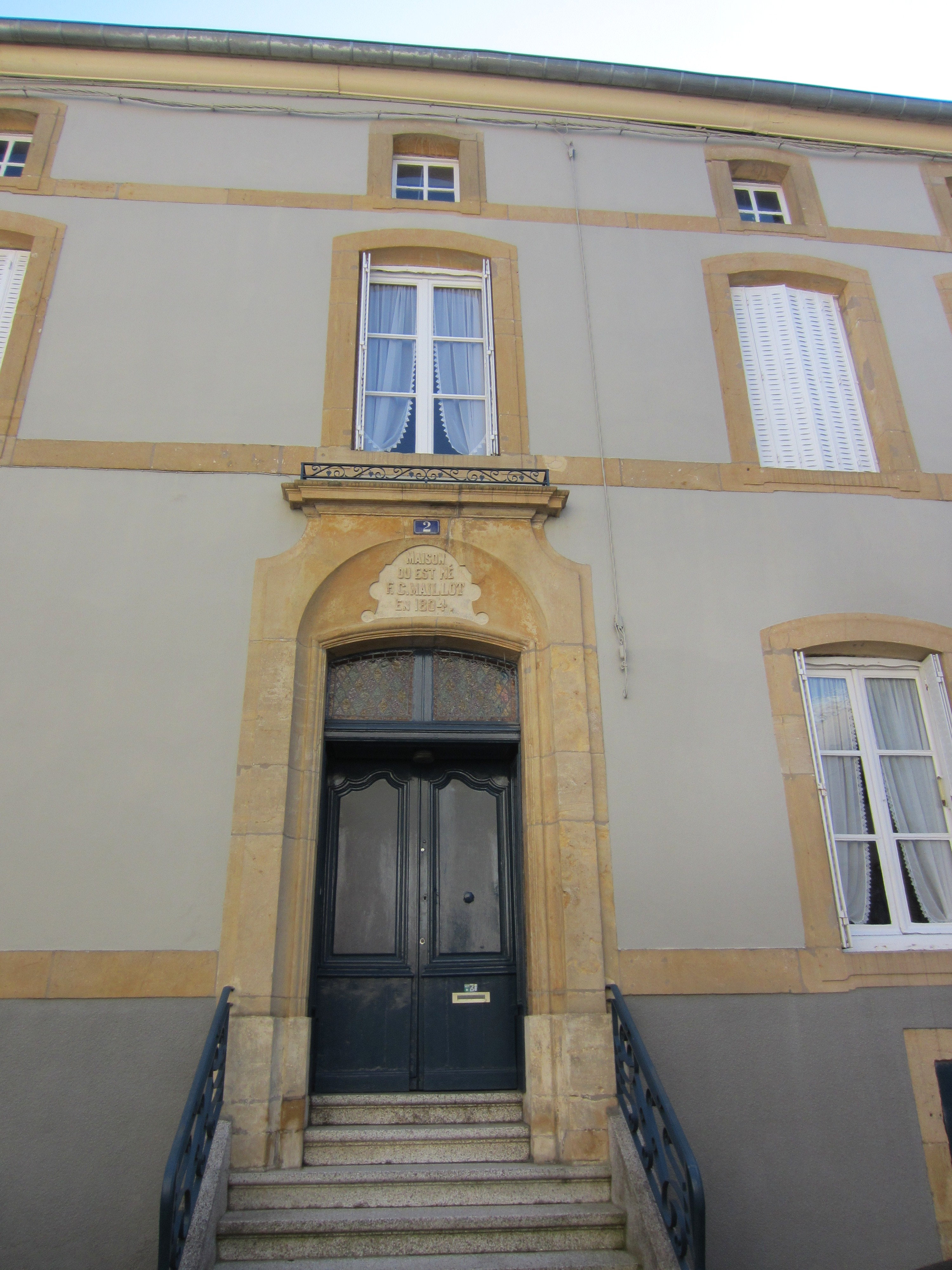
弗朗索瓦·马约故居

法国主要的媒体均可在瓦勒德布里埃接收，法国电视三台下属的大东部大区频道在部分时段播出瓦勒德布里埃所在默尔特-摩泽尔省的地方新闻。《东部共和报》、《洛林共和报》、蓝色法兰西北洛林广播等是当地主要的地方性媒体。

## 相关人物
法国医学家弗朗索瓦·马约、政治家安德烈·罗西诺、摄影师菲利普·鲁斯洛、撑杆跳高运动员菲利普·乌维永、足球运动员安德烈·托塔和若里斯·代勒出生于布里埃。
法国足球运动员塞尔日·马斯纳盖蒂出生于芒雪勒。

## 友好城市
截至2023年7月，瓦勒德布里埃共与三座城市建立了友好城市关系：
- 德国 贝格海姆 Niederaußem（德语：Niederaußem）街区
- 波蘭 Szczawno-Zdrój（波兰语：Szczawno-Zdrój）
- 中国 长治市[61]。